# Чёрная обезьяна
«Чёрная обезьяна» — детективный роман русского писателя Захара Прилепина на стыке жанров политического триллера, фантастики и психологической драмы. Сюжет рассказывает о молодом журналисте после посещения секретной правительственной лаборатории, начинающий собственное расследование загадки о детях-убийцах.
Опубликован на русском в 2011 году в издательстве «АСТрель». До публикации книги главы романа публиковались журналами «Шо» и «Сноб» (в 2009 и 2010 годах, соответственно). Лауреат премии «Бронзовая Улитка» в номинации «Крупная форма» за лучший фантастический роман года.

## Издания на других языках
Кроме русского, роман «Чёрная обезьяна» был переведен и издан на французском, польском, итальянском, сербском и армянском языках.